# Kanton Rijsel-Noordoost
Rijsel-Noordoost (Frans: Lille-Nord-Est) is een voormalig kanton van het Franse Noorderdepartement. Het kanton maakte deel uit van het arrondissement Rijsel. In 2015 is dit kanton gedeeltelijk opgegaan in het nieuw gevormde kanton Rijsel-2 en gedeeltelijk in kanton Rijsel-3.

## Gemeenten
Het kanton Rijsel-Noordoost omvatte de volgende gemeenten:
- Mons-en-Barœul
- Rijsel (deels, hoofdplaats)